# Ос2000
ос2000 (также «ОС РВ Багет» и «Багет 2.0») — операционная система реального времени (ОСРВ), разработанная НИИСИ РАН для ЭВМ серии «Багет» на микропроцессорах MIPS архитектуры R3081, КОМДИВ32, RM7000, КОМДИВ64, КОМДИВ128 и Intel (архитектуры i486 и совместимых с ним).
ос2000 предназначена для разработки программного обеспечения для систем (программно-аппаратных комплексов), работающих в режиме реального времени.
Разработка ос2000 базируется на следующих принципах:
- соответствие международным стандартам;
- мобильность;
- масштабируемость;
- использование концепции микроядра;
- использование объектно-ориентированного подхода;
- кросс-разработка;

Создание ОС «Багет 2.0» началось в 1998 и закончилось в 2002 году.

## Поддержка устройств
- сетевые устройства Ethernet (протоколы NFS, FTP, Telnet), для Intel-версии поддержка ограничена ISA- и PCI-картами фирмы Realtek, NE2000-совместимых карт.
- накопительные устройства — флоппи- и жёсткие диски (файловые системы VFAT и tar)

## Соответствие стандартам

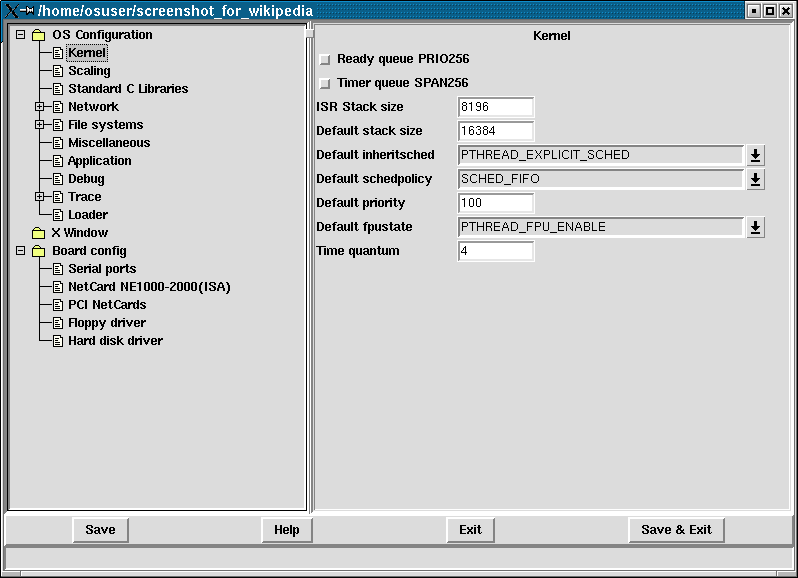
Окно конфигуратора образа ОС РВ

При разработке операционной системы использовались следующие международные стандарты:
- POSIX 1003.1, стандарт на мобильные операционные системы (программный интерфейс);
- стандарт С, описывающий язык и библиотеки языка Си.
- графическая подсистема X Window System (клиент-сервер)

## Переносимость
Имеется в виду принципиальная возможность работы системы на различном оборудовании. Для достижения переносимости система разбита на 3 части:
1. Не зависящая от оборудования
2. Зависящая от оборудования
3. Пакет поддержки модуля

Часть, не зависящая от оборудования, написана на C, в связи с этим её перенос на другие платформы считается несложным.
Зависящая от оборудования часть написана на C и Ассемблере, в неё входят функции запоминания и восстановления контекста, пролог и эпилог диспетчера прерываний.
Пакет поддержки модуля (ЭВМ) содержит драйверы устройств конкретной ЭВМ и сам диспетчер прерываний.
Внесение изменений в драйверы, а также разработка новых драйверов и включение их в операционную систему, производится путём внесения изменений в исходные тексты ППМ. При этом нет необходимости вносить изменения в ядро операционной системы.

## Кросс-разработка
Для разработки программного обеспечения под операционную систему требуется использование двух ЭВМ, то есть программы для ос2000 разрабатываются на инструментальной ЭВМ с UNIX-подобной операционной системой. Вторая ЭВМ является целевой, по сути это и есть машина, на которой установлена ос2000, для которой разрабатывается программное обеспечение.
Средства разработки позволяют оттранслировать программу, написанную на языках С и Ассемблер, а также отлаживать программу, загруженную в целевую машину.